# Corbula nuciformis
Corbula nuciformis är en musselart som beskrevs av Sowerby 1833. Corbula nuciformis ingår i släktet Corbula och familjen korgmusslor. Inga underarter finns listade i Catalogue of Life.